# Epichejremat
Epichejremat (gr. ἐπιχείρημα 'dowód' od ἐπιχειρέω 'wziąć w rękę', ἐπι 'na' χείρ 'ręka') – schemat wnioskowania lub samo wnioskowanie według takiego schematu, stanowiący układ sylogizmów uporządkowanych tak, że przesłanki pierwszego sylogizmu są wnioskami dwu innych sylogizmów, zaś przesłanki tamtych sylogizmów są ewentualnie wnioskami innych.
Na przykład: 
| Każde M jest P        |
| Pewne S jest M        |
|                       |
| Zatem: Pewne S jest P |
| Każde N jest P        |
| Każde M jest N        |
|                       |
| Zatem: Każde M jest P |
| Każde R jest M        |
| Pewne S jest R        |
|                       |
| Zatem: Pewne S jest M |